# NGC 7464
NGC 7464 (również PGC 70292 lub UGC 12315) – galaktyka eliptyczna (E1), znajdująca się w gwiazdozbiorze Pegaza. Odkrył ją Heinrich Louis d’Arrest 27 sierpnia 1864 roku.